# ZIL-4104
La ZIL-4104 è un'autovettura full-size di lusso prodotta dalla Zavod Imeni Lichačëva dal 1978 al 1985. Era utilizzata come auto di rappresentanza dalle autorità dell'Unione Sovietica. Ne furono realizzati una cinquantina di esemplari all'anno.

## Storia
La ZIL-4104 era sostanzialmente la versione aggiornata della ZIL-114. Infatti, con quest'ultima, condivideva il telaio. I due modelli, da un punto di vista estetico, differivano però parecchio. La parte posteriore, in particolare, assomigliava a quella delle auto europee dell'epoca. Nonostante condividessero il telaio, la 4104 pesava 200 kg in più della 114.
Anche da un punto di vista meccanico la 4104 era l'evoluzione della 114. Al motore V8 a valvole in testa della 114 venne aumentata la corsa da 95 mm e 105 mm. Grazie all'alesaggio di 108 mm, la cilindrata crebbe da 6.962 cm³ a 7.691 cm³. Questo propulsore erogava 311 CV di potenza a 4.600 giri al minuto e sviluppava 608 N•m di coppia. Il motore era montato anteriormente, mentre la trazione era posteriore. Nel 1984 fu introdotto un nuovo cambio automatico a tre rapporti che sostituì la trasmissione a due marce che era utilizzata in precedenza sui modelli ZIL.

## Varianti
- ZIL-4104: Modello base.
- ZIL-4105: Versione blindata della 4104.
- ZIL-41042: Versione ambulanza. Alcuni esemplari vennero utilizzati come carri funebri per personalità importanti dell'Unione Sovietica.
- ZIL-41044: Versione a passo corto con carrozzeria cabriolet due porte.
- ZIL-41045: Versione aggiornata della ZIL-4104. Prodotta dalla 1983 al 1985.
- ZIL-41051: Versione blindata della 41045.